# Адам Кадмон
Ада́м Кадмо́н (ивр. אדם קדמון‎ — «первоначальный человек» или «проточеловек») — в еврейском учении каббалы название первого (высшего) из пяти духовных миров, созданных после Первого Сокращения (на иврите «Цимцум Алеф») ради исправления Творения; совершенное существо, чью форму образуют десять сфирот (сефирот, сефир, цифр или сфер; все вместе — Древо Жизни). Наглядно изображается как человеческое тело: «небесный человек» Филона Александрийского. В лурианской каббале — посредник между Эйн Соф (бесконечным) и сфирами.
Мир «Адам Кадмон» именуется:
- «Адам» — потому что его строение (сфирот йошер[К 1] со светом отдачи) — это корень (зародыш) человека нашего мира;
- «Кадмон» (первый, основа) — оттого, что в нём действует только лишь ограничение первого сокращения света, в отличие от более нижних миров, где уже действует второе сокращение[4].

Представления об Адам-Кадмоне заключают в себе смесь элементов восточной мифологии, древнегреческой философии и раввинской теологии.

## Ход Творения
Умозрительное учение каббалы исходит из идеи сокровенного, неизреченного Божества, которое, будучи выше всякого определения как ограничения, может быть названо только Эйн Соф, то есть ничто или Бесконечное. Чтобы дать в себе место конечному существованию, эн-соф должен сам себя ограничить. Отсюда «тайна стягиваний» (сод цимцум), как именуются в каббале эти самоограничения или самоопределения Абсолютного, дающие в нём место мирам.
Эти самоограничения не изменяют неизреченного в нём самом, но дают ему возможность проявляться, то есть быть и для другого. Первоначальное основание или условие этого «другого», по образному представлению каббалистов, есть то пустое место (в первый момент — только точка), которое образуется внутри абсолютного от его самоограничения или «стягивания». Благодаря этому пустому месту, бесконечный свет энсофа получает возможность «лучеиспускания» или эманации (так как есть куда эманировать). Свет этот не есть чувственный, а умопостигаемый, и его первоначальные лучи суть основные формы или категории бытия — это 32 «пути премудрости», именно 10 цифр или сфер (сефирот) и 22 буквы еврейского алфавита (3 основных, 7 двойных, 12 простых), из которых каждой соответствует особое имя Божие.
Как с помощью 10 цифр можно исчислить всё, что угодно, и 22 букв достаточно, чтобы написать всевозможные книги, так неизреченное Божество посредством 32 путей открывает всю свою бесконечность. Различие между сефиротами и буквами имён Божиих в этом откровении состоит в том, что сфирот выражают сущность Божества в «другом», или объективную эманацию (прямые лучи божественного света), тогда как буквенные имена суть обусловленные этой эманацией субъективные самоопределения Божества (лучи отражённые).
Мыслимые как члены одного целого, сефироты образуют форму совершенного существа — первоначального человека (Адам Кадмон). Для большей наглядности каббалисты указывают соответствие отдельных сефирот с наружными частями человеческого тела:
- Кетер — это чело,
- Хохма́ и Бина́ — два глаза,
- Хесед и Гвура (Дин) — две руки,
- Тифе́рет — грудь,
- Не́цах и Ход — бёдра,
- Йесод и Малхут — две ноги[2].

Такое представление осложняется внесением половых отношений в «дерево сефирот». Каббалисты в области божественных эманаций различали само Божество, как проявляющееся, от его проявления или «обитания» в другом, которое называли Шхина (Шекина, скиния) и представляли как женскую сторону Божества. Шекина иногда отожествляется с последней сефирой — Малхут, которой, как женскому началу, противопоставляются (как мужское) все прочие, при этом теряется аналогия с человеческим телом.

## Развитие идеи первоначального человека

### Теология фарисеев (II век до н. э.)
Излагая различные взгляды на сотворение Евы, древние талмудисты говорили, что Адам был создан мужчиной-женщиной (андрогином), толкуя выражение זכר ונקבה (Быт. 1:27) как «самец и самка» вместо «мужчина и женщина»; разделение же полов начинается с позднейшей операции, произведённой, по рассказу Библии (Быт. 2:21), над телом Адама.
В Берешит-рабба (VIII, 1) выражение «Ты сотворил меня раньше и позже» (Пс. 138:5; в Синодальном переводе «Сзади и спереди Ты объемлешь меня») комментируется так: «Раньше первого дня и позже последнего дня творения», ибо сказанное там (Быт. 1:2) «И дух Божий витал над поверхностью вод» следует понимать как дух Мессии («дух Адама» — в параллельном месте «Мидраш Тегиллим» к упомянутому псалму), о котором написано (Ис. 11:2): «И почиет на Нём Дух Господень, дух премудрости и разума, дух совета и крепости, дух ве́дения и благочестия».
Раввины полагают, что רוח (дух Адама) не только существовал до сотворения земного Адама, но и до творения вообще.

### Филон Александрийский (I век)
Первый, кто употребил выражение «первоначальный человек», или «небесный человек», был Филон Александрийский; по его мысли, γεενικός или ουράνιος άνθρωπος (небесный человек), «созданный по образу Бога, был свободен от тленного, земного бытия, в отличие от земного человека, созданного из рыхлого материала — кучи глины».
Небесный человек, как совершенное подобие Логоса, не есть ни мужчина, ни женщина; он — бестелесный разум, чистая идея, между тем как земной человек, созданный Богом позже, находится в зависимости от чувственных восприятий. Исходя из двух текстов библейского рассказа — об Адаме, созданном по образу Божию (Быт. 1:27), и о первом человеке, тело которого создано из земли (Быт. 2:7), Филон соединяет это с платоновским учением об идеях, разумея под первоначальным Адамом идею, а под вторым из плоти и крови — «образ».
Учение Филона о Логосе в связи с человеком, созданным «по подобию», изложено в «De confusione linguarum» (ΧΧVIIΙ).

### Апостол Павел о первом и втором Адаме
Трактат Берешит-рабба проливает свет на христологию апостола Павла и даёт ключ к его доктрине о первом и втором Адаме. По идее апостола Павла (1Кор. 15:45—50), существует двойственная форма человеческого бытия: Бог создал небесного Адама для духовного мира и земного, из глины, для материального мира:
- земной Адам был из плоти и крови и, следовательно, подвержен смерти; это — только «живущая душа»;
- небесный Адам — «дух животворящий», имевший, подобно всем небесным существам, «духовное тело»[1].

Вся эта с виду запутанная христология, затруднявшая исследователей Нового Завета, вполне разъясняется, если обратиться к вышеупомянутому трактату.
Как ученик Гамлиэля, Павел оперирует понятиями, бывшими в употреблении у теологов Земли Израиля. Мессия, по трактату, есть, с одной стороны, первый Адам, проточеловек, существовавший до сотворения мира в форме духовной (прототип); с другой стороны, он есть также второй Адам, так как его телесная оболочка возникла после миросотворения.

### «Климентины» (II век)
Берешит-рабба, говоря о духе (πνεύμα) первого Адама, или Мессии, ещё не отождествляет их. Такое отождествление могло быть сделано только людьми, которые по-своему истолковывали Писание, не обращая внимания на его прямой смысл и приспособляя еврейские религиозные понятия к уровню языческой среды, где они жили. В этих кругах и возникли после смерти апостола Павла идеи климентовских «Гомилий» (Бесед) и «Воспоминаний» («Климентины»), в которых доктрина о первоначальном человеке, или «истинном пророке», занимает видное место. Здесь лежит корень иудейско-христианской доктрины, отождествляющей Адама с Христом.
«Если кто-нибудь, — говорит автор в своих „Гомилиях“, — не признает, что человек, созданный (непосредственно) руками Творца, обладал святым духом Христа, то не совершает ли он тяжкий грех, признавая дух в человеке, происходящем от нечистого Ирода? Благочестивец должен признать, что только Он один обладает святым духом — Он, который менял свой образ и имя с начала мира и затем являлся в мире неоднократно».
В «Воспоминаниях» (Recognitiones) он также старается доказать тождественность Адама и Христа, указывая в одном месте (I, 45), что Адам был помазан вечным елеем, и намекая тем, что Адам и есть помазанник, Мессия (משיח). Если же другие места «Recognitiones» как бы противоречат этому отождествлению, то это только доказывает, что в данном произведении учение о первоначальном человеке не было ещё твёрдо установлено. Концепция автора о первоначальном человеке выражена в филоно-платоновской форме там, где он говорит (I, 18), что «interna species» (ιδέα) человека имела более раннее бытие. Итак, первоначальный человек этого труда есть в сущности продукт трёх элементов: иудейской теологии, платоно-филоновской философии и восточной теософии.

### Еврейско-христианские секты (II век)
Очень близко к климентинским воззрениям стоял переводчик Библии Симмах (II век) и носившая его имя еврейско-христианская секта. Викторин Ритор рассказывает, что "симмахиане учили: «Eum Christum-Adam esse et esse animam generalem» (Христос есть Адам и вместе с тем общая душа).
Еврейско-христианская секта эльхасаитов (элькасаиты; эльцезиты; около 100 года) также учила, что Иисус сошёл на землю, приняв человеческий образ, и что он снова появится. Епифаний прибавляет, что еврейско-христианские секты сампсеев, ассеев, назареев и эбионитов восприняли доктрину эльхасаитов, утверждавших, что Иисус и Адам тождественны.

### Книга Зогар (II век)
Адам Кадмон, или אדם עילאה (Высший человек) книги «Зогар» примыкает к филоновской доктрине о небесном Адаме. Представление «Зогара» о первоначальном человеке может быть выведено из следующего выражения: «Образ человека заключает в себе формы всего, что есть вверху (на небесах) и внизу (на земле); поэтому Святой Старец (Бог) избрал этот образ для себя самого».
Подобно тому, как у Филона Логос есть первоначальный образ человека или первоначальный человек, так в «Зогаре» небесный человек есть воплощение всех божественных форм: в нём и десять сефир, и первообраз человека. Небесный Адам, высоко вознёсшийся над первоначальной тьмой, создал земного Адама. Другими словами, земной человек есть отражение небесного человека и вселенной, подобно тому как у Платона и Филона идея о человеке, или микрокосме охватывает идею вселенной, или макрокосма.
В «Зогаре» образуемый сефиротами Адам-Кадмон совмещает в себе три или даже четыре лица:
- сефира Милость или Великодушие (Хесед), с тремя правыми или мужскими сефиротами (Хохма, Нецах и ?), образует Длинное Лице (Арик-Анпин, Длинный Лик), или Отца (Аба);
- противоположная ему сефира Крепость или Суд (Гвура), с тремя левыми или женскими сефиротами образует Короткое Лице (Зеир-Анпин, Малый Лик), или Мать (Има);
- происходящая из их соединения сефира Красота или Великолепие (Тиферет) называется «Столп Середины» (Амуда Деэмцоита) и представляется иногда как новое лице (новый лик) или сын;
- остающаяся затем первая высшая сефира Венец (Кетер) иногда относится к Отцу, иногда же принимается за особое лице (лик) — Вечный Бог как такой или «Ветхий деньми» (Атик-Иомин).[2]

### Рабби Акива (II век)
Заслуживает внимания теософическое изречение рабби Акивы в Мишне: «Сколь счастлив человек, созданный по образу, как сказано: „Ибо по образу Элогим создал человека“» (Быт. 9:6; Синодальный перевод: «… ибо человек создан по образу Божию»). Акива, отрицавший всякое сходство между Богом и другими существами, даже ангелами, говорит, что человек был создан по образу, то есть по первообразу (модели), или, выражаясь философски, по идеалу, но не по подобию Бога. Ради этого он рассекает приведённый стих Бытия так: «По образу — Бог создал человека», а не: «По образу Бога создан человек».

### Манихейство (III век)
Часть еврейских гностических учений вкупе с персидской и древневавилонской мифологией легла в основу манихейского учения о первоначальном человеке. Мани даже удержал еврейскую терминологию: «In an Kadim» (= אדם קדמון) и «Iblis Kadim» (= נחש קדמון). Ho, по мысли Мани, первоначальный человек весьма отличался от родоначальника человечества:
- первый есть создание Царя света и поэтому обладает пятью элементами, свойственными царству света;
- Адам (Земной) обязан своим существованием царству тьмы и избег слияния с демонами только потому, что сохранил подобие первоначального человека в частицах света, сосредоточенных в нём[1].

У манихеев Адам считался первым в серии семи истинных пророков, состоявшей из Адама, Сета (Сиф), Ноя, Авраама, Зороастра (Заратуштра), Будды и Иисуса. Переходной ступенью от первоначального человека гностиков к манихеизму была, вероятно, более древняя мандейская концепция, от которой осталось в позднейшей литературе только выражение: «Gabra Kadmaya» (= Adam Kadmon).

### Средневековая каббала
Если Филон Александрийский усматривал промежуточное начало в божественном Логосе, а Габироль (XI век) — в божественной Воле, средневековая каббала видела это начало в фантастических арифметических выкладках. Бесконечное («Эйн Соф»), или Бог, является основным неизменным единством космоса, вполне идентичным с индусской Нирваной и греческим Πάντα όμού; и дифференциация началась с Адам-Кадмона, состоящего из десяти сияющих сфер, или интеллигенций (сфирот). Сам же Бог растворяется в атрибуты. Этот взгляд присущ всему средневековью и является характерной его чертой.

### Лурианская каббала (XVI век)
Адам-Кадмон занимает важное место в позднейшей каббале Лурии (Ари), где является не олицетворением сфирот, а посредником между Эйн Соф (бесконечным) и сфирами. Эйн Соф, по учению Лурии, совершенно непостижим и не может проявляться непосредственно через сефиры; только Адам-Кадмон, который есть продукт самоограничения Эйн Софa, может проявляться в сефирах. Эта теория была развита учеником Лурии, Виталем, в труде «Древо Жизни» («Эц-Хаим»; 1573), первая часть (зал, чертоги) которой так и называется «чертоги Адам Кадмон».

### Бааль-Сулам (автор XX века)
У Бааль-Сулама (1886—1954) мир Адам Кадмон описывается в его книгах «Учение о десяти сфирот» (1936) и «Введение в науку Каббала»:

Адам Кадмон — это первый мир, получающий из Бесконечности. И называется также одной линией (кав), которая протянулась сразу после сокращения, от Бесконечности — вплотную к Этому миру, Олам аЗэ. Название «Адам» предназначено только для сфирот ешер, находящихся в первом мире, то есть для света руах, который означает свет отдачи. Но не для сфирот игулим в нём, в которых имеется только свет нэфеш, означающий свет получения для себя без возможности отдачи другим. И это корень свойства адам (человек) в Этом мире.

## Комментарии
1. ↑  «линейные сферы»[3].
2. ↑  «йошер», линейных[3]
3. ↑  «концентрических сфер»[3]